# Luiza Campos
Luiza González da Costa Campos (Porto Alegre, 30 de julho de 1990) é uma jogadora de rugby e de rugby 7 brasileira. Representou o Brasil nos Jogos Olímpicos de 2016 e de 2020. Atualmente, é atleta do Texas Team.

## Biografia

### Primeiros anos e formação acadêmica
Nascida em Porto Alegre, capital do estado do Rio Grande do Sul. Atualmente, estuda na Universidade Estácio.

### Carreira
No ano de 2015, a Seleção Brasileira de Rugby Sevens Feminino, conquistou a medalha de bronze nos Jogos Pan-Americanos de 2015, realizados em Toronto, no Canadá. Com o resultado em solo canadense, o Brasil ganhou uma vaga para disputar os Jogos Olímpicos de Verão de 2016 no Rio de Janeiro. Após noventa e dois anos, o Rugby retornou a ser disputado em Jogos Olímpicos.
Embora não estivesse no elenco de 2015, foi convocada para integrar o elenco da Seleção Brasileira Feminina de Rúgbi de sete que ficou em 9.° lugar na Rio 2016.   
Integrou também equipe que terminou em 11.° lugar na Tóquio 2020. 
Luiza também representou o Brasil na Copa do Mundo de Rugby Sevens de 2022, na Cidade do Cabo, na África do Sul, ficando em décimo primeiro lugar geral. No mesmo ano, venceu o Prêmio Brasil Olímpico na categoria de rubgy.
Em julho de 2023, Luiza foi convocada para a seleção brasileira de XVs para enfrentar a Colômbia por uma vaga na competição inaugural do WXV.  No mesmo ano, voltou a defender o Brasil em torneios continentais, disputando os Jogos Pan-Americanos de 2023, realizados em Santiago no Chile com a seleção brasileira de Rugby sevens, garantindo a medalha de bronze, após uma vitória por 45-0 sobre a Colômbia. 
Em Paris, Luiza se tornou, junto com Raquel Kochhann, as primeiras brasileiras do rugby a disputarem três edições dos Jogos Olímpicos.